# Taygetis ypthima
Espèce
Taygetis ypthima est une espèce de papillons de la famille des Nymphalidae, de la sous-famille des Satyrinae et du genre Taygetis.

## Dénomination
Taygetis ypthima a été décrit par Jacob Hübner en 1816.
Synonymes : Taygetis xantippe Butler, 1870; Taygetis ophelia Butler, 1870; Taygetis fulginia d'Almeida, 1922.

### Noms vernaculaires
Taygetis ypthima se nomme Ypthima Satyr en anglais.

## Description
Taygetis ypthima est un papillon de couleur gris beige rosé, à l'apex des ailes antérieures pointu et aux ailes postérieures présentent la partie de la marge proche de l'angle anal très dentelée formant trois pointes. 
Le revers comporte des aires de teintes plus roses et plus grises, basale, discale et postdiscale avec une ligne de très discrets ocelles.

## Écologie et distribution
Taygetis ypthima est présent au Brésil et en Argentine.

### Protection
Pas de statut de protection particulier.